# Gallstas
Gallstas eller kolestas innebär ett stopp av flödet av galla ut till tarmen från gallblåsan (som ligger under) levern. Gallstas kan ha olika orsaker; en sådan är gallsten. Gallstas leder till att bilirubin, som är en nedbrytningsprodukt från omsättningen av hemoglobin, inte kan avlägsnas på rätt sätt, och därmed uppstår gulsot som ett symptom på gallstas. Födan kan inte heller brytas ner eftersom gallan innehåller nödvändiga enzymer och detergenter.